# 1172
سنة 1172 كانت سنة كبيسة تبدأ يوم السبت (الرابط يظهر نموذج التقويم الكامل للسنة) من التقويم اليولياني.

## مواليد
- شوتا رستافلي

## وفيات
- ابن الخشاب